# 中庄福安宮
中庄福安宮，位於彰化縣花壇鄉中庄村，是一座奉祀土地公的廟宇，為中庄村、庄雅村，兩村居民之共同民間信仰中心。其組織型態為管理委員會制

## 歷史沿革
廟宇創建於清咸豐元年(1851年)，1969年第一次重建。於1993年9月29日進行第二次整修，直到1995年2月2日竣工至今。主要奉祀福德正神，配祀有觀音佛祖、天上聖母、朱王、蘇王、詹王、池王、康王、太子元帥 等諸神像。據傳廟地七星墜地，為百年難得之風水地理位置，吉穴朝向鯉里吐珠之龍池，獨得山川，因此得以吸引十方信徒前往朝拜，香火鼎盛。
早年鄉公所在福安宮旁興建社區活動中心，充成公立幼稚園之用，卻因為土地產權屬廟方所有，因此2014年公所將此建物以27萬4600元賣予廟方，卻沒有論及建物外的鐵棚，衍生出糾紛。於是福安宮管委會主委李釘柱以法定代理人的名義要求鄉公所拆掉鐵棚還地，引起保留的民眾反對。在彰化地院書記官莊何江協調下，最後達成暫緩拆除，先委由估價師對鐵棚估價，再由廟方出錢向公所購買，讓鐵棚可以繼續留存，以符合居民的需求。

## 祀神

### 主祀
- 土地公

### 陪祀
- 觀世音菩薩
- 天上聖母
- 朱王
- 蘇王
- 詹王
- 池王
- 康王
- 太子元帥

## 周邊景點
- 茉莉花壇夢想館
- 古月民俗館
- 泳霖牧場

## 外部連結
- YouTube上的花壇中庄福安宮迎接大甲媽祖蒞臨賜福及空拍全紀錄